# Syntaksfremhævning
Syntaksfremhævning er et værktøj en programmør anvender til at overskueliggøre sin kode. Ved hjælp af syntaksfremhævning bliver kildekoden farvet ud fra en bestemt syntaks.
Typisk bruges der forskellige farver til:
- konstanter
- kommentarer
- markering af kodeblokke
- nøgleord, der har en bestemt betydning i det aktuelle programmeringssprog
- variabler
- strenge

## Eksempler på syntaksfremhævning
Følgende eksempler benytter Wikipedias syntaksfremhævning.

### Eksempel iC
```
/* Dette program laver ikke noget */

#include
 
<stdio.h>

int
 
main
(
int
 
argc
,
char
**
 
argv
)
 
{

     
return
 
0
;

}

```

### Eksempel iPHP
```
<?php

// Enkeltlinje kommentar

$i
 
=
 
0
;

while
 
(
$i
 
<=
 
10
){

    
echo
 
"
\$
i er 
$i
\n
"
;

}

?>

```